# Cerdistus unicus
Cerdistus unicus är en tvåvingeart som beskrevs av Becker 1910. Cerdistus unicus ingår i släktet Cerdistus och familjen rovflugor. Inga underarter finns listade i Catalogue of Life.